# Petralona (jeskyně)
Petralona (řecky Σπήλαιο Πετραλώνων) či také Jeskyně červených kamenů (Σπήλαιο "Κόκκινες Πέτρες") je krasový útvar, který se nachází 300 metrů nad hladinou moře na západním úpatí hory Katsika, asi kilometr východně od vesnice Petralona, asi 35 km jihovýchodně od Soluně na poloostrově Chalkidiki v Řecku. Místo se dostalo do pozornosti veřejnosti, když zde byla v roce 1960 nalezena zkamenělá pravěká lidská lebka (dnes obvykle zvaná „lebka z Petralony“). Jeskyně byla objevena náhodně teprve o rok dříve, a to poté, co eroze vytvořila ve skále rozsedliny. Jeskyně brzy přilákala geology a paleontology. Po desetiletích vykopávek je jeskyně zpřístupněna veřejnosti a vědecké práce jsou dokumentovány a prezentovány v přilehlém archeologickém muzeu. Jeskyně se vyvinula v druhohorních (jurských) vápencích. Rozkládá se na ploše 10 400 metrů čtverečních, délka chodeb je asi 2 km. Teplota po celý rok zůstává stabilní: 17 °C (± 1 °C).

## Vykopávky
Jeskyni objevil náhodně v roce 1959 Fillipos Chatzaridis, místní pastýř, který hledal pramen vody. Dva muži se pak spustili do jeskyně a ohlásili objev velkého množství komnat a chodeb o výšce 8 až 10 metrů s bohatými a krásnými formacemi krápníků a stalagmitů. První vědecký průzkum v roce 1959 provedl řecký speleolog Ioannis Petrocheilos. Našel četné kosti zvířat, mnoho z nich pokrytých jeskynními korály.
Petralonskou lebku nalezl vesničan Christos Sariannidis v roce 1960. Spodní čelist chybí. Lebka byla podle vědců porostlá hnědým kalcitem brzy po smrti jedince. Řecký antropolog Aris Poulianos stáří lebky odhadl na zhruba 700 tisíc let. V roce 1981 byla lebka zkoumána za pomoci elektronové spinové rezonance. Nově pak bylo stáří lebky odhadnuto na 240 tisíc až 160 tisíc let. Poulianos se však drží svého původního odhadu a dospěl k závěru, že lebka dokazuje existenci dosud neznámého rodu homininů, nepříbuzného s Homo erectus, a dokonce ani s rodem Homo. Navrhl rodové jméno Archanthropus. Jiní paleantropologové ovšem lebku klasifikovali jako fosilii buď Homo erectus, Homo heidelbergensis nebo Homo neanderthalensis. Fosilie se od roku 1960 uchovává na Geologické škole Aristotelovy univerzity v Soluni.
Vykopávky v jeskyni musely být několikrát přerušeny, poprvé v roce 1967 v souvislosti s řeckým státním převratem a znovu v roce 1983, kdy ministerstvo kultury odmítlo obnovit koncesi na vykopávky. Zlom přišel až v roce 1997, kdy Řecká antropologická asociace po 15 letech soudních tahanic vysoudila pokračování výzkumu. Poulianos opakovaně obvinil řeckou vládu ze spiknutí s cílem potlačit jeho objevy. V roce 2012 bylo povolení vykopávek znovu zrušeno.